# Chiesa dell'Annunciazione di Maria (Pomarolo)
La chiesa dell'Annunciazione di Maria è la parrocchiale di Savignano, frazione di Pomarolo in Trentino. Fa parte della zona pastorale della Vallagarina dell'arcidiocesi di Trento e risale al XVII secolo.

## Storia

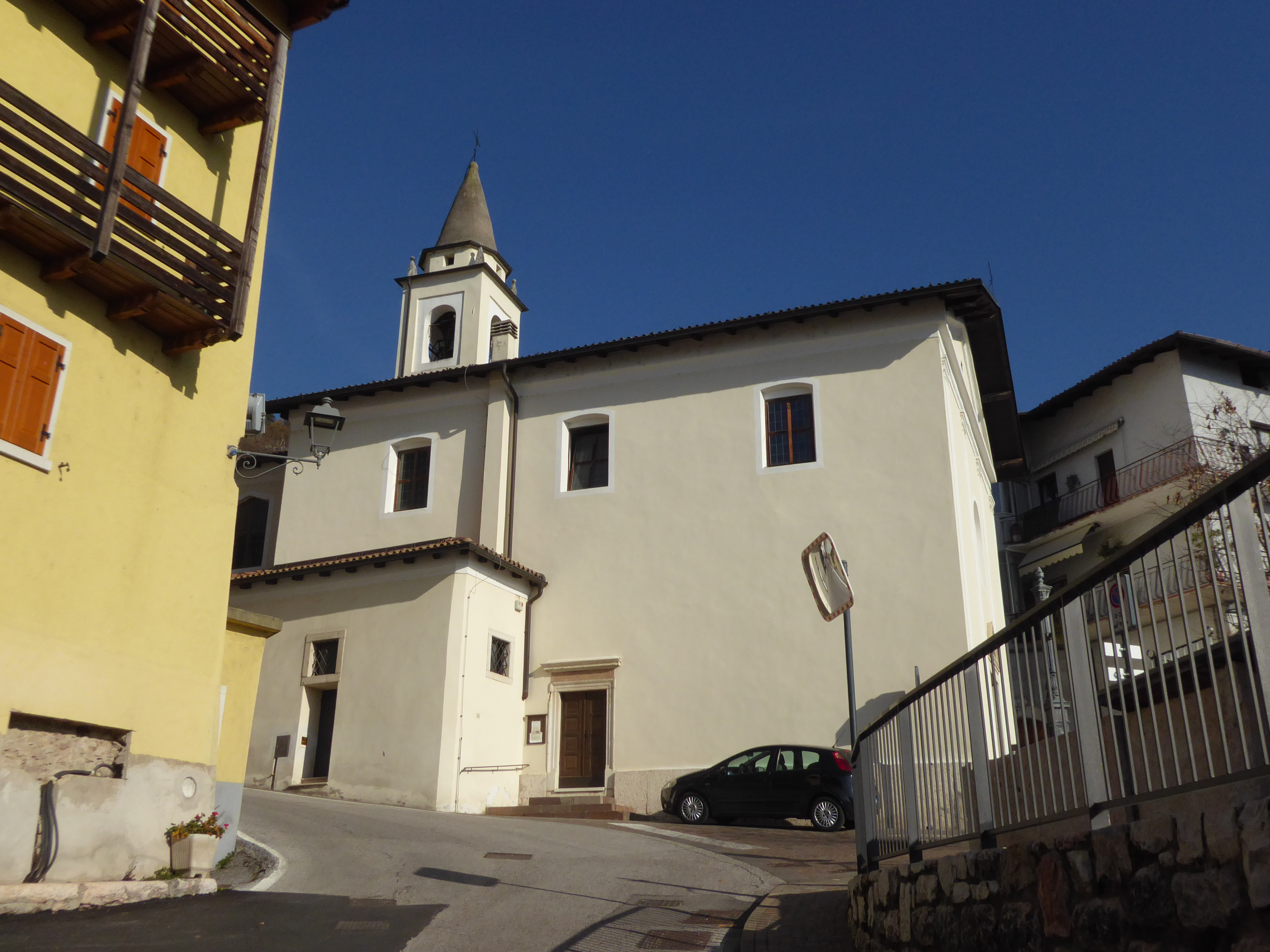
Vista laterale

La costruzione del luogo di culto a Savignano con ogni probabilità risale alla prima metà del XVII secolo e nel 1636 venne citato su documenti come legato alla pieve di Villa Lagarina, la chiesa di Santa Maria Assunta.
La chiesa venne parzialmente riedificata a partire dalla seconda metà del XIX secolo perché non più adeguata alle esigenze della popolazione locale. La decisione alla quale si giunse in merito portò a riutilizzare la precedente struttura come nuovo presbiterio alla quale fu aggiunta la navata ottenendo così un ampliamento notevole dell'edificio. Dopo la chiesa venne edificata anche la torre campanaria.

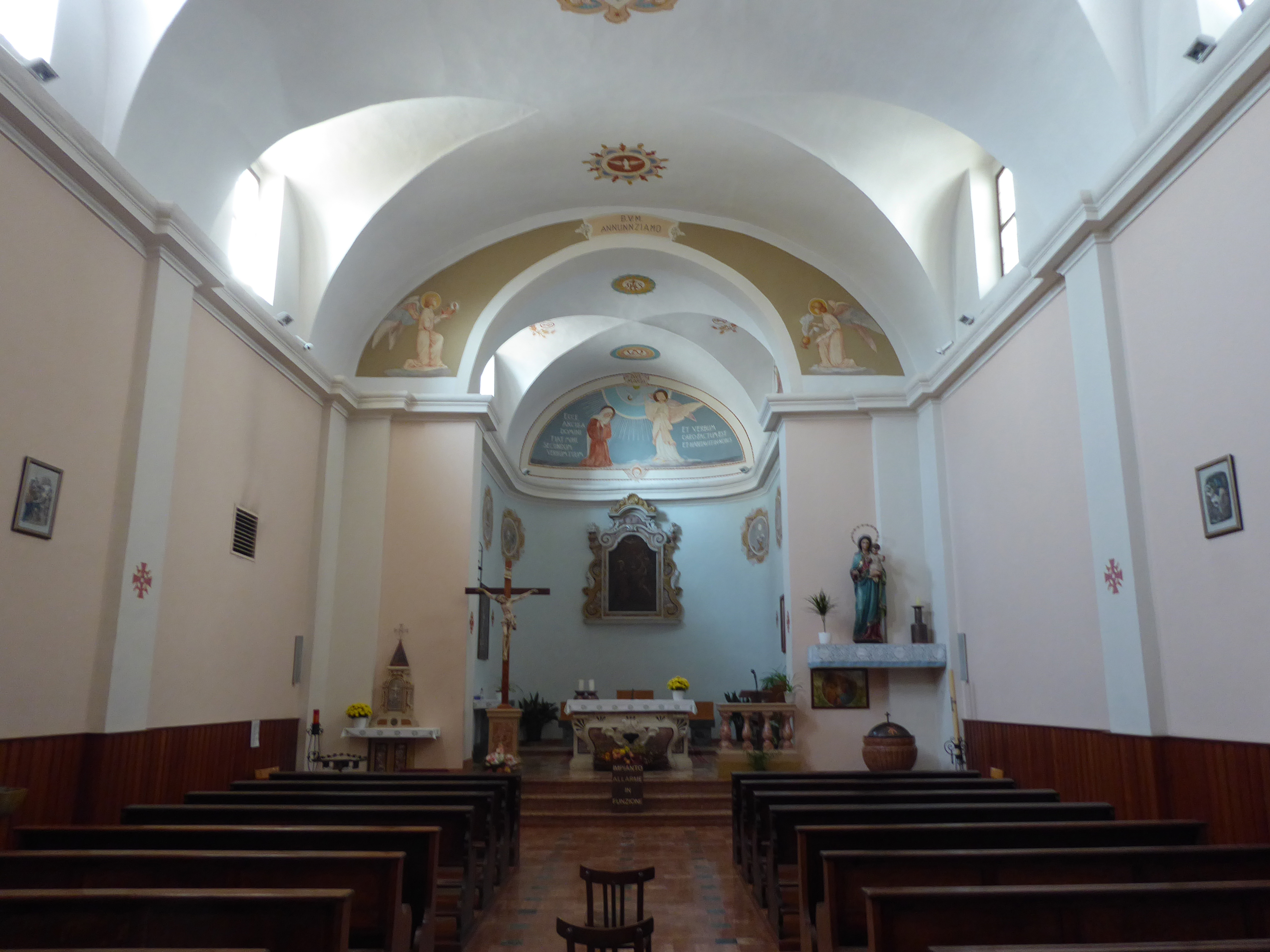
Interno

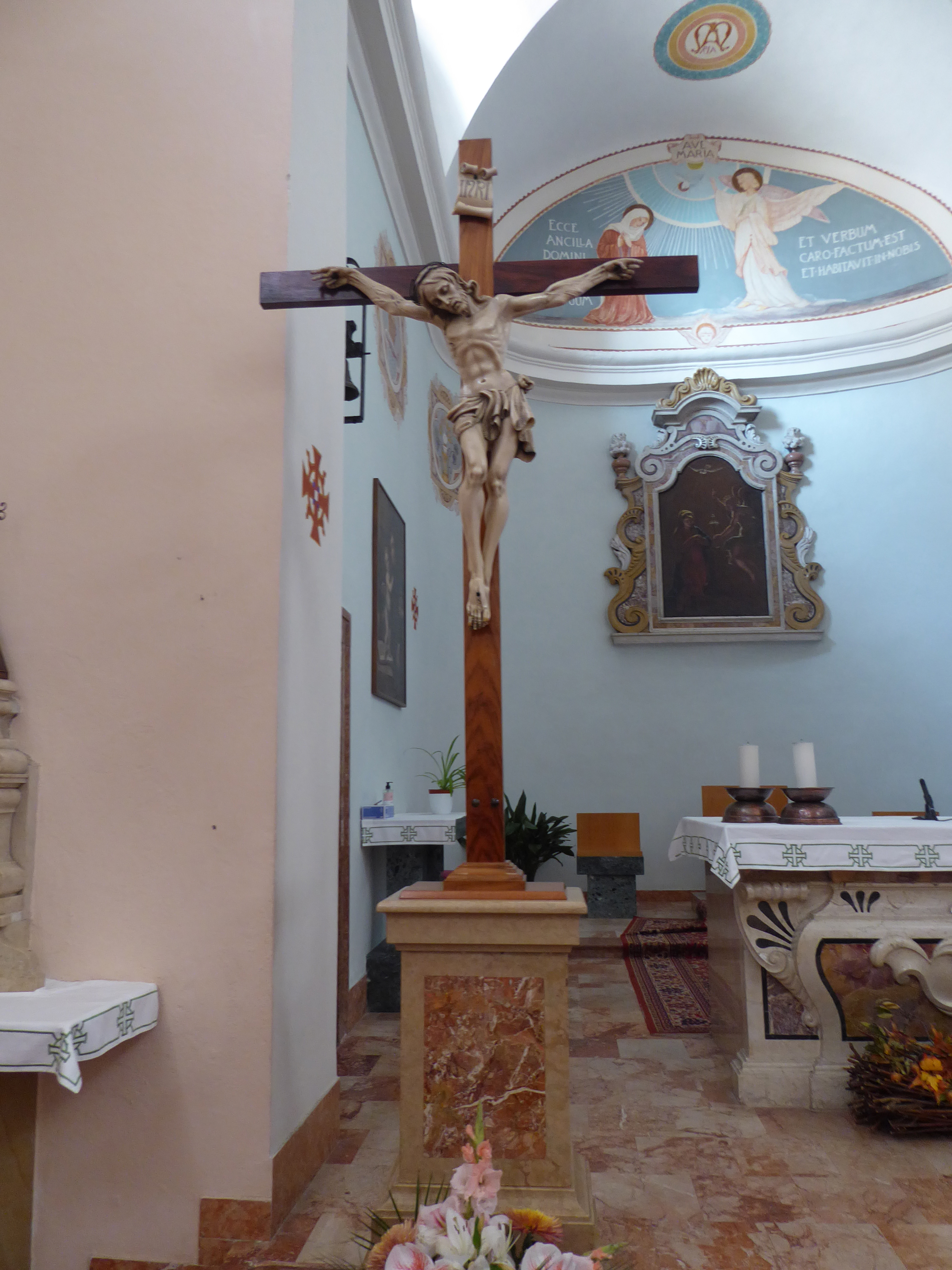
Crocifisso nel presbiterio

Nel 1857 ebbe la concessione del fonte battesimale e pochi anni dopo, nel 1869, Benedetto Riccabona de Reichenfels, vescovo di Trento, celebrò la sua consacrazione solenne. Nello stesso anno fu consacrato anche il camposanto accanto alla chiesa. Venne elevata a dignità di espositura nel 1899 diventando sussidiaria della vicina parrocchia di Pomarolo.
Nel primo dopoguerra del XX secolo le pareti della navata furono decorate da Anton Sebastian Fasal. Venne elevata a dignità di chiesa parrocchiale nel 1962.
A partire dagli anni settanta fu oggetto di vari interventi restaurativi e conservativi, l'ultimo dei quali concluso nel 2007. Venne posta attenzione alla stabilità strutturale, fu realizzato l'adeguamento liturgico, si restaurò la torre campanaria e si mise in opera un nuovo sistema anti furto.

## Descrizione

### Esterni
La facciata a capanna neoclassica è caratterizzata dal grande frontone timpanato ed è suddivisa da paraste in tre settori. Nella parte centrale si trova il portale architravato sormontato da un piccolo frontone e nella parte mediana è posta una nicchia vuota. La torre campanaria si alza in posizione arretrata sulla destra e la cella si apre con quattro finestre a monofora.

### Interni
La navata interna è unica e suddivisa in tre campate. Attraverso l'arco santo si accede al presbiterio. Le pareti dell'aula sono rivestite in legno. Nella sala si conserva il capolavoro dell'artista di Pomarolo Adamo Chiusole, l'Annunciata, in una grande cornice barocca.